# Kijewo (stacja kolejowa)
Kijewo – nieczynny przystanek osobowy, a dawniej stacja kolejowa w Kijewie, w województwie warmińsko-mazurskim, w Polsce. Znajdują się tu 2 perony. Ruch pociągów pasażerskich zawieszono 31 grudnia 2012 roku.